# Johann I. (Ponthieu)
Johann I. († 30. Juni 1191 vor Akkon) war ein Graf von Ponthieu aus dem Haus Montgommery.
Er war ein Sohn von Graf Guido II. von Ponthieu († 1147) und dessen Ehefrau Ida. Johann entlieh sein Wappen dem der Herzöge von Burgund, mit denen er über seine Großmutter väterlicherseits verwandt war.
Sofort nachdem er 1147 das Erbe angetreten hatte, begann er eine Fehde gegen Bernard III., Herr von Saint-Válery. Der Krieg wurde aber 1150 auf Druck König Ludwigs VII. von Frankreich beendet. Im Jahr 1168 wurden einige seiner Burgen von Heinrich II. Plantagenet niedergebrannt, weil Johann ihm den Durchzug seiner Truppen verweigert hatte. Im Gegenzug unterstützte Johann 1173 den Aufstand des jungen König Heinrich gegen dessen Vater.
Johann nahm im Gefolge König Philipps II. am Dritten Kreuzzug teil, wo er bei der Belagerung von Akkon starb.
Er war dreimal verheiratet. Seine dritte Frau war Beatrix von Saint-Pol, eine Tochter des Grafen Anselm von Saint-Pol. Ihre Kinder waren:
- Adela († nach 1241), ⚭ Thomas de Saint-Válery;
- Wilhelm IV. (* 1179; † 4. Oktober 1221), Graf von Ponthieu;
- Margarethe, ⚭ Enguerrand de Picquigny, Vidame von Amiens.